# 长宁遗址
长宁遗址，位于中国青海省大通县长宁乡长宁村，为第四批青海省文物保护单位，公布日期为1986年5月27日，类型为古遗址。
长宁遗址的历史年代为马窑类型、半山类型、齐家文化。